# Йозеф Бляйхнер
Йозеф (Юзеф) Бляйхнер (пол. Józef Bleychner) — львівський міщанин, бурмистр (1766, 1776). Член колегії 40 мужів (1756—1758), міський лавник (1758—1764) та райця (1764—1782). Війт Львова в 1771, 1780.

Представник німецької громади Львова.